# Chaetocnema fusiformis
Chaetocnema fusiformis (лат.) — вид жуков-листоедов рода Chaetocnema трибы земляные блошки из подсемейства козявок (Galerucinae, Chrysomelidae). 

## Распространение
Встречаются в Юго-восточной Азии (Китай, Yunnan).

## Описание
Длина 1,80—1,90 мм, ширина 1,00—1,10 мм. От близких видов (Chaetocnema tibialis) отличается комбинацией следующих признаков: формой эдеагуса (он сильно изогнут при латеральном взгляде) и переднеспинки (соотношение ширины к длине 1,40—1,45). Переднеспинка и надкрылья золотисто-бронзоватые. Голова и дорзум тонко сетчатые. Фронтолатеральная борозда присутствует. Антенномеры усиков желтовато-коричневые (А4-11) и жёлтые (А1-3), ноги коричневые. Голова гипогнатная (ротовые органы направлены вниз). Надкрылья покрыты несколькими рядами (6—8) многочисленных мелких точек — пунктур. Бока надкрылий выпуклые. Второй и третий вентриты слиты. Средние и задние голени с выемкой на наружной стороне перед вершиной. Переднеспинка без базальной бороздки. Вид был впервые описан в 1980 году китайскими энтомологами Chen S. и Wang S. по материалам из Китая, а его валидный статус был подтверждён в ходе ревизии, проведённой в 2019 году в ходе ревизии ориентальной фауны рода Chaetocnema, которую провели энтомологи Александр Константинов (Systematic Entomology Laboratory, USDA, c/o Smithsonian Institution, National Museum of Natural History, Вашингтон, США) и его коллеги из Китая (Ruan Y., Yang X., Zhang M.) и Индии (Prathapan K. D.). Кормовое растение Polygonum.